# Pavel Taussig (filmový historik)
Pavel Taussig (2. července 1949 Olomouc – 24. srpna 2023) byl český filmový historik, scenárista, novinář a publicista.
Po maturitě studoval na Filozofické fakultě Univerzity Palackého v Olomouci a od počátku 90. let zde působil jako pedagog.
Pavel Taussig je autorem několika desítek monografií s filmovou tematikou a množství příspěvků ve společenských, televizních, rozhlasových a filmových časopisech. 
V Československé televizi se autorsky podílel na přípravě pořadu Úsměvy českého filmu. V cyklu Příběhy slavných odkrýval zákulisí a životní osudy filmových hvězd. Věnoval se také období protektorátu (dokumenty Protentokrát či Pod křídly svatováclavské orlice).
Je autorem námětu k oscarovému filmu Kolja (1996), autorem námětu a scenáristou několika dílů televizního cyklu Neznámí hrdinové aj.
V bonusových materiálech, které se přidávaly k filmům na DVD, podával odborný komentář k příslušnému snímku.

## Knižní dílo, výběr, chronologicky
- Jan Werich: filmfárum. Praha: Kniha Zlin, 2019. 214 s. Objevené portréty. ISBN 978-80-7473-916-3
- Neznámí hrdinové: překvapivé příběhy. V Praze: Česká televize, 2017. 381 s. Edice ČT. ISBN 978-80-7404-214-0 ISBN 978-80-7448-065-2
- Neznámí hrdinové: pohnuté osudy. Praha: Česká televize, 2013. 239 s. Edice ČT. ISBN 978-80-7404-108-2
- Český biják: filmový historik Pavel Taussig vás provází zákulisím slavných filmů. Praha: Sláfka, 2009. 287 s. ISBN 978-80-86631-82-0
- Hvězdy českého filmového nebe. 2., rozš. vyd. Praha: Brána, 2007. 335 s. ISBN 978-80-7243-309-4. (2018: Praha: XYZ, ISBN 978-80-7597-047-3.)
- O věrném filmování Antonie Nedošínské a Theodora Pištěka: kinematografické obrázky z Čech. Praha: Brána, 2002. 157 s. ISBN 80-7243-161-7
- České filmové nebe: malé album velkých herců. Praha: Brána, 2001. 216 s. ISBN 80-7243-134-X
- Česká filmová pouť V + W. In: Jiří Voskovec a Jan Werich v divadle, ve filmu, v soukromí. Praha: Brána, 2001, s. 127–140. ISBN 80-7243-110-2
- 3x Oscar pro český film. Praha: Cinemax, 1998. 240 s. ISBN 80-85933-20-9
- Veselohry století. Praha: Cinemax, 1998. 113 s. ISBN 80-85933-29-2
- Filmový smích Karla Poláčka: kaleidoskop ukázek z Poláčkova díla o filmu a pro film. Praha: Čs. filmový ústav, 1984. 38 s. Filmový smích. – První z 21 Taussigových drobnějších publikací vydaných v edici Filmový smích.
- s Elmarem Klosem: Hašek a film, aneb, Film a Hašek. Praha: Československý filmový ústav, 1983. 46 s. Edice Čs. filmového ústavu, 8.
- Filmové hoře Ivana Olbrachta. Praha: Československý filmový ústav, 1981. 135 s. Texty Čs. filmového ústavu, č. 15. Historické sešity, č. 8.
- Dějiny čs. kinematografie v datech a událostech 1945–1948. Praha: Československý filmový ústav, 1980. 184 listů.